# Autobahndreieck Saarlouis
Das Autobahndreieck Saarlouis (Abkürzung: AD Saarlouis; Kurzform: Dreieck Saarlouis) ist ein Autobahndreieck im Saarland bei Dillingen (Saar). Hier zweigt die Bundesautobahn 620 (Saarlouis – Saarbrücken) von der Bundesautobahn 8 (Saarland – Stuttgart – München – Salzburg) ab.

## Geographie
Das Autobahndreieck liegt nordwestlich der namensgebenden Stadt Saarlouis, es befindet sich jedoch auf dem Gebiet der Gemeinde Wallerfangen. Die umliegenden Städte und Gemeinden sind Dillingen/Saar, Wallerfangen und Saarlouis.
Am Autobahndreieck Saarlouis müssen Autofahrer aus Richtung Luxemburg kommend mit einem Überwerfungsbauwerk die Autobahntrasse überqueren, um auf der A 8 zu bleiben (TOTSO). Die beiden Geradeaus-Spuren werden hier zur A 620 und führen in Richtung Saarbrücken.
Unmittelbar vor dem Dreieck Saarlouis (aus Richtung Pirmasens kommend) überquert man die Saar, zu der die Autobahn im weiteren Verlauf bis Merzig parallel führt.

## Ausbauzustand
Die A 8 ist in diesem Bereich, genau wie die A 620, vierstreifig ausgebaut. Alle Überleitungen sind einstreifig.
Das Kreuzungsbauwerk wurde in Form einer rechtsgeführten Trompete errichtet.

## Verkehrsaufkommen
| Von                      | Nach                    | Durchschnittliche tägliche Verkehrsstärke | Durchschnittliche tägliche Verkehrsstärke | Durchschnittliche tägliche Verkehrsstärke | Anteil Schwerlastverkehr | Anteil Schwerlastverkehr | Anteil Schwerlastverkehr |
| Von                      | Nach                    | 2005                                      | 2010                                      | 2015                                      | 2005                     | 2010                     | 2015                     |
| ------------------------ | ----------------------- | ----------------------------------------- | ----------------------------------------- | ----------------------------------------- | ------------------------ | ------------------------ | ------------------------ |
| AS Dillingen-Mitte (A 8) | AD Saarlouis            | 47.400                                    | 47.900                                    | 43.900                                    | 13,6 %                   | 09,6 %                   | 09,6 %                   |
| AD Saarlouis             | AS Dillingen-Süd (A 8)  | 37.200                                    | 38.700                                    | 42.600                                    | 12,2 %                   | 12,6 %                   | 11,3 %                   |
| AD Saarlouis             | AS Wallerfangen (A 620) | 52.500                                    | 56.100                                    | 56.700                                    | 10,7 %                   | 08,3 %                   | 06,2 %                   |